# George Seymour
Pour les articles homonymes, voir Seymour.
George Francis Seymour, né le 17 septembre 1787 à Berkeley et mort le 20 janvier 1870 à Eaton Square, est un amiral de la Royal Navy actif entre 1797 et 1868.

## Biographie
Il est le fils d'Hugh Seymour et petit-fils de Francis Seymour-Conway. Il descend donc d'Edward Seymour.
Après avoir servi comme officier subalterne pendant les guerres de la Révolution française, Seymour commande le navire HMS Northumberland sous l'amiral John Thomas Duckworth à la bataille de San Domingo pendant les guerres napoléoniennes. Il commande également l'HMS Kingfisher au blocus de Rochefort et l'HMS Pallas sous l'amiral John James Gambier à la bataille de l'île d'Aix. Il participe de plus à la guerre anglo-américaine de 1812.
Seymour devient le Third Sea Lord du deuxième gouvernement Peel et continue à être Commander-in-Chief de la Pacific Station. À la fin de l'année 1844, l'amiral français Abel Aubert du Petit-Thouars entre en confrontation avec la reine Pōmare IV de Tahiti et le missionnaire George Pritchard, afin d'imposer un protectorat français sur ce territoire. Seymour traite cette question avec tact et évite une confrontation avec le gouvernement français qui avait déjà dénoncé les actions de Thouars.
Seymour sert également comme Commander-in-Chief de la North America and West Indies Station, puis en tant que Commander-in-Chief, Portsmouth.

## Hommage
- Le Seymour Narrows a été nommé en son honneur.